# Hilla von Rebay
Hilla von Rebay (ur. 31 maja 1890 w Strasburgu, Alzacja-Lotaryngia, zm. 27 września 1967 w Westport, stan Connecticut) – niemiecka malarka abstrakcyjna, kolekcjonerka i propagatorka sztuki modernistycznej w Stanach Zjednoczonych, współzałożycielka Fundacji Solomona R. Guggenheima i dyrektorka Museum of Non-Objective Painting (przemianowanego w 1959 na Muzeum Solomona R. Guggenheima).

## Życiorys

### Edukacja
Urodziła się w rodzinie arystokratycznej jako baronessa Hildegard Anna Augusta Elisabeth Rebay von Ehrenwiesen. Była córką barona Franza Josefa Rebay von Ehrenwiesen, oficera w armii pruskiej. Od dzieciństwa wykazywała uzdolnienia plastyczne. Oficjalną edukację artystyczną rozpoczęła w Kunstgewerbeschule w Kolonii (1908–1909), a następnie w paryskiej Académie Julian (1909–1910), gdzie otrzymała tradycyjne wykształcenie artystyczne z zakresu historii sztuki oraz malarstwa rodzajowego, portretowego i pejzażu. W 1911 przeprowadziła się do Monachium, gdzie przez rok studiowała w Debschitz-Schule. Tam też zrodziło się jej zainteresowanie sztuką modernistyczną. W 1916 poznała w Berlinie awangardowego niemieckiego artystę Rudolfa Bauera (1889-1953), z którym przez dziesięciolecia pozostawała w bliskim związku najpierw na płaszczyźnie prywatnej i artystycznej, później również zawodowej.

### Współpraca z Guggenheimem

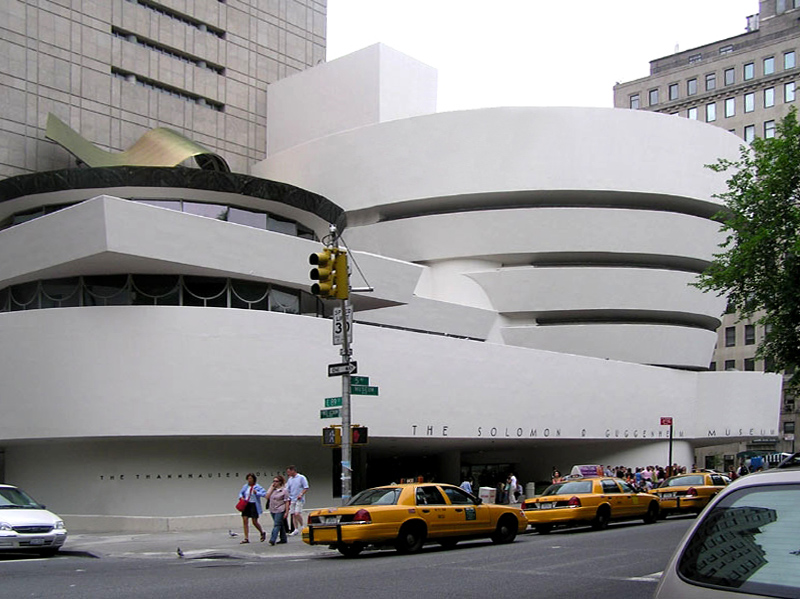
Guggenheim Museum w Nowym Jorku, architekt: Frank Lloyd Wright

W styczniu 1927 Rebay wyjechała do Stanów Zjednoczonych i zamieszkała w Nowym Jorku. Udzielała lekcji rysunku amerykańskiej rzeźbiarce Louise Nevelson, malowała portrety na zamówienie, dekorowała witryny sklepowe, projektowała plakaty oraz wystawiała swoje prace m.in. w Worcester Art Museum i w galeriach sztuki na Manhattanie. W jednej z tych galerii spotkała Solomona Guggenheima, gdy kupował dwa obrazy jej autorstwa. W owym czasie Guggenheim wraz z żoną Ireną byli kolekcjonerami sztuki konwencjonalnej, ale pod wpływem Rebay zainteresowali się modernistycznym malarstwem nieprzedstawiającym (ang. non-objective art), czyli nieprzybierającym formy żadnych rozpoznawalnych figur lub obiektów. Hilla Rebay została ich doradcą artystycznym. W 1937 Guggenheim i Rebay założyli Fundację Solomona R. Guggenheima, która w pierwszej kolejności zakupiła obrazy promowanych przez Rebay Wasilija Kandinskiego i Rudolfa Bauera, a następnie prace Gleizesa, Mondriana, Delaunaya, Légera, Chagalla, Klee'a, Picassa, Modiglianiego i Seurata. Stały się one podstawą późniejszej kolekcji eksponowanej w założonym przez Fundację Guggenheima nowojorskim Museum of Non-Objective Painting, którego działalność zainaugurowała 1 czerwca 1939 wystawa Art of Tomorrow. Muzeum swoją tymczasową siedzibę miało przy East 54th Street, w zaadaptowanym byłym salonie samochodowym. Rebay, która została jego kuratorką i dyrektorką, stworzyła tam specyficzną atmosferę sprzyjającą obcowaniu z malarstwem nieprzedstawiającym. Obrazy, oprawione w proste wąskie ramy, były zawieszone nisko na ścianach pokrytych szarą tkaniną, na podłogach leżały grube dywany, a z głośników płynęła muzyka klasyczna.
Poza aktywnością w Muzeum, Rebay bezustannie organizowała wystawy objazdowe, wysyłała dzieła z kolekcji Guggenheima do muzeów, szkół i różnych organizacji na terenie Stanów Zjednoczonych. Wspierała również obiecujących artystów poprzez stypendia, zapomogi i wystawianie ich prac, m.in. Jacksona Pollocka i swojego partnera Rudolfa Bauera, który w sierpniu 1939 wyemigrował z Niemiec do Ameryki.
Gdy w 1943 Fundacja Guggenheima zakupiła w Nowym Jorku parcelę przy Fifth Avenue (pomiędzy ulicami 88th i 89th), Rebay zamówiła u amerykańskiego architekta Franka Lloyda Wrighta projekt nowej siedziby Muzeum, którego wykonanie i realizacja zajęły 15 lat. Nowy budynek został otwarty dopiero 21 października 1959, a Muzeum przemianowano na Muzeum Solomona R. Guggenheima.

### Kontrowersje

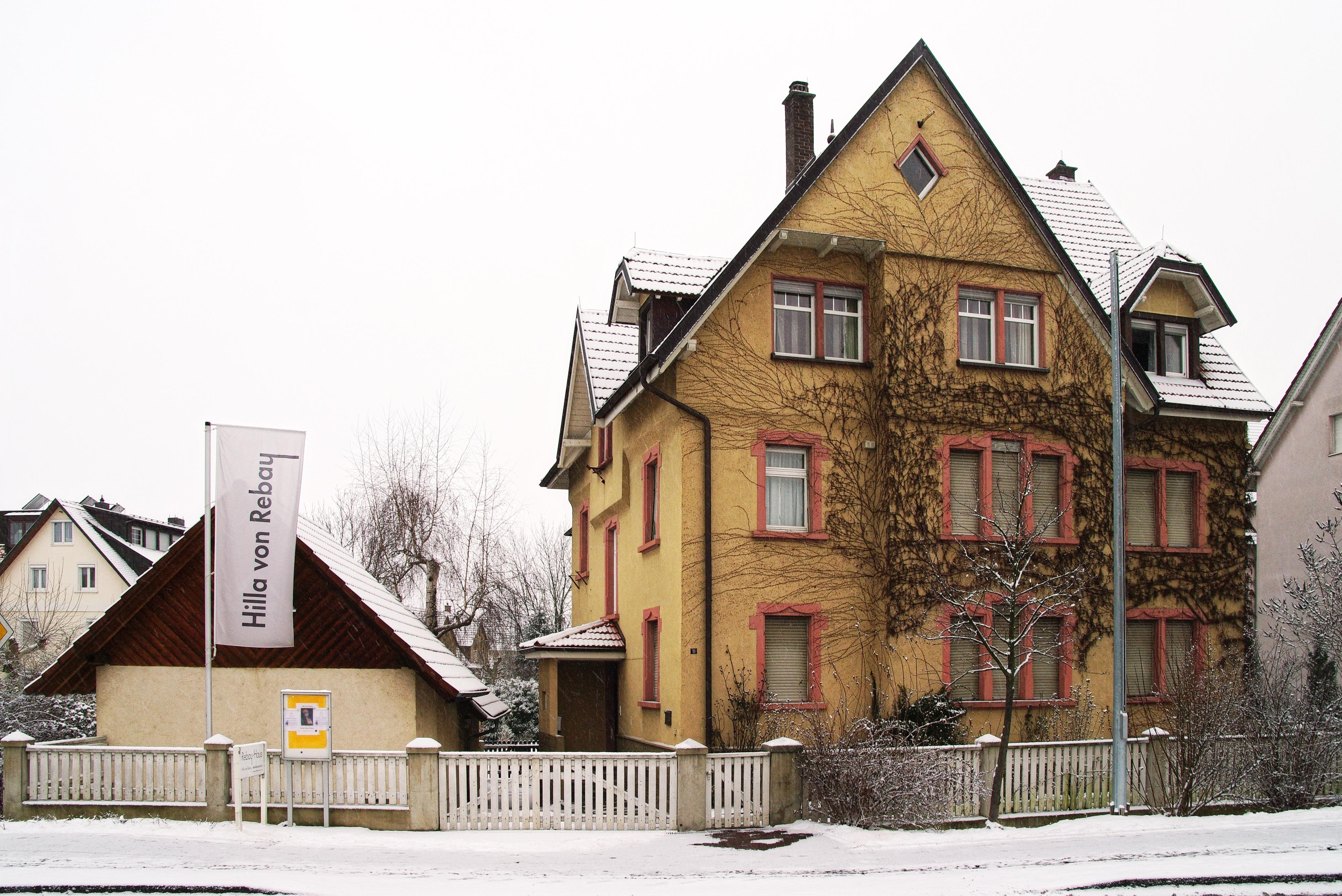
Dom Hilli von Rebay w Teningen

Hilla Rebay była postrzegana jako osoba kontrowersyjna. Była wizjonerką z umiejętnością realizacji swoich wizji. Jako jedyna popierała i promowała amerykańskich artystów abstrakcyjnych w czasie, gdy inne muzea całkowicie ich ignorowały. Z drugiej strony jej apodyktyczność i autokratyzm wywoływały wrogość, teozoficzne podejście do sztuki – uśmiechy politowania, a bliskie relacje z Guggenheimem – zazdrość. Zarzucano jej brak samokrytyki i nepotyzm, gdy eksponowała w muzeum swoje własne prace i zbyt dużą liczbę płócien swojego kochanka Bauera. Krytykowano jej katalogi wystaw, z nonsensownymi analizami wystawianych dzieł sztuki nieprzedstawiającej. Podkreślano, że w wielkim kryzysie lat 30. social realism w sztuce cieszył się dużo większym zainteresowaniem opinii publicznej niż wyrafinowane abstrakcje autorstwa Rebay i jej przyjaciół. 
Rebay była dwukrotnie aresztowana. Pierwszym razem podczas II wojny światowej (1942–1943) pod zarzutem kontaktów z nazistami (zarzut później wycofano) oraz gromadzenia racjonowanej żywności. W czasie jej nieobecności obowiązki dyrektora Fundacji pełnił Rudolf Bauer, który od dawna pragną objąć tę funkcję. Jednakże Solomon Guggenheim przywrócił Rebay na to stanowisko, gdy tylko została oczyszczona z zarzutów. Ponownie aresztowano ją w 1963 za nadużycia podatkowe w związku ze znacznym zawyżeniem wartości obrazów, które podarowała Muzeum Guggenheima. 
W 1944 Bauer poślubił Louise Huber, Austriaczkę, którą wcześniej zatrudniał jako swoją służącą. Zbulwersowana tym Rebay pisemnie zelżyła Louise. Bauer uznał to za oszczerstwo i w imieniu żony wytoczył Rebay proces o zniesławienie. W 1945 Rebay wygrała sprawę.

### Spuścizna i śmierć

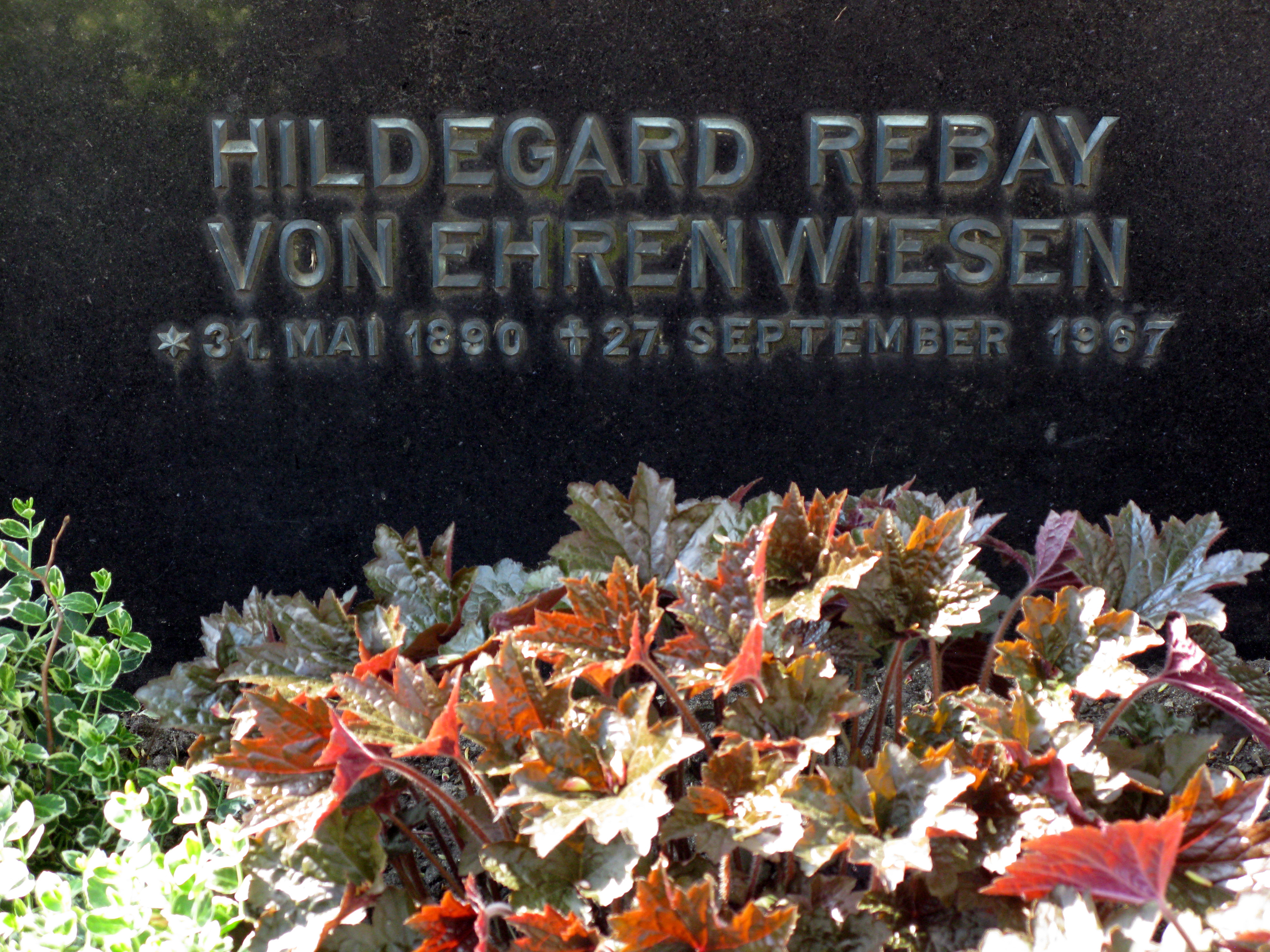
Grób Hilli von Rebay w Teningen

Po śmierci Solomona Guggenheima w 1949 pozycja Rebay zdecydowanie osłabła. Bratanek i jeden ze spadkobierców Guggenheima – Harry Frank Guggenheim (1890–1970) – nie podzielał jej wizji Muzeum ściśle związanego ze sztuką nieprzedstawiającą i poprosił ją o dymisję. Rebay ustąpiła z zajmowanych stanowisk kierowniczych (dyrektora Fundacji i dyrektora Muzeum) w 1952, ale kontynuowała współpracę jako doradca i emerytowany dyrektor. Sporo podróżowała, wykładała, malowała i wspierała artystów. Rozważała też stworzenie własnego muzeum we Franton Court, swoim domu w Greens Farms, Westport, w stanie Connecticut, gdzie eksponowałaby dzieła sztuki ze swojej prywatnej kolekcji, obejmującej prace Bauera,  Caldera, Gleizesa, Kandinskiego, Klee'a, Mondriana i Schwittersa. Po śmierci Rebay kolekcja ta, razem z jej prywatnym archiwum, została włączona do zbiorów Muzeum Guggenheima jako Hilla von Rebay Foundation.
Hilla Rebay zmarła na atak serca w swoim domu, w 1967. Zgodnie z jej życzeniem została pochowana w rodzinnym grobowcu w Teningen, w Niemczech.

## Twórczość
W czasie studiów w Paryżu (1909–1910) Rebay poznała artystów i pisarzy teozoficznych, których idee miały istotny wpływ na jej dalsze życie i twórczość. W pełni bowiem podzielała ich przekonanie, że potęga intuicji odgrywa ogromną rolę w twórczości artystycznej i innych dziedzinach życia.
Pobyt w Monachium (1911) zrodził w niej zainteresowanie modernizmem, ale nie była wówczas jeszcze gotowa na przyswojenie radykalnych awangardowych idei. Nadal uprawiała malarstwo głównie figuratywne i portretowe. W 1912 została zaproszona do udziału w swojej pierwszej wystawie w Kolonii (Kölnischer Kunstverein). Rok później, w marcu 1913, wystawiła swoją pracę w paryskim Salonie Niezależnych, obok prac Archipenki, Brâncușiego, Chagalla, Delaunaya, Gleizesa i Rivery. To doświadczenie było jednak dla niej frustrujące, gdyż w kontekście innych dzieł własna praca wydała się jej nieadekwatna. W liście do swoich rodziców wyznała wówczas: „Moje prace są okropne. Smutne to, że sztuka jest taka trudna. A im dalej, tym trudniej”. W 1914 wystawiała w Monachium (z Secesją Monachijską) i w Berlinie (z ekspresjonistami z Novembergruppe.

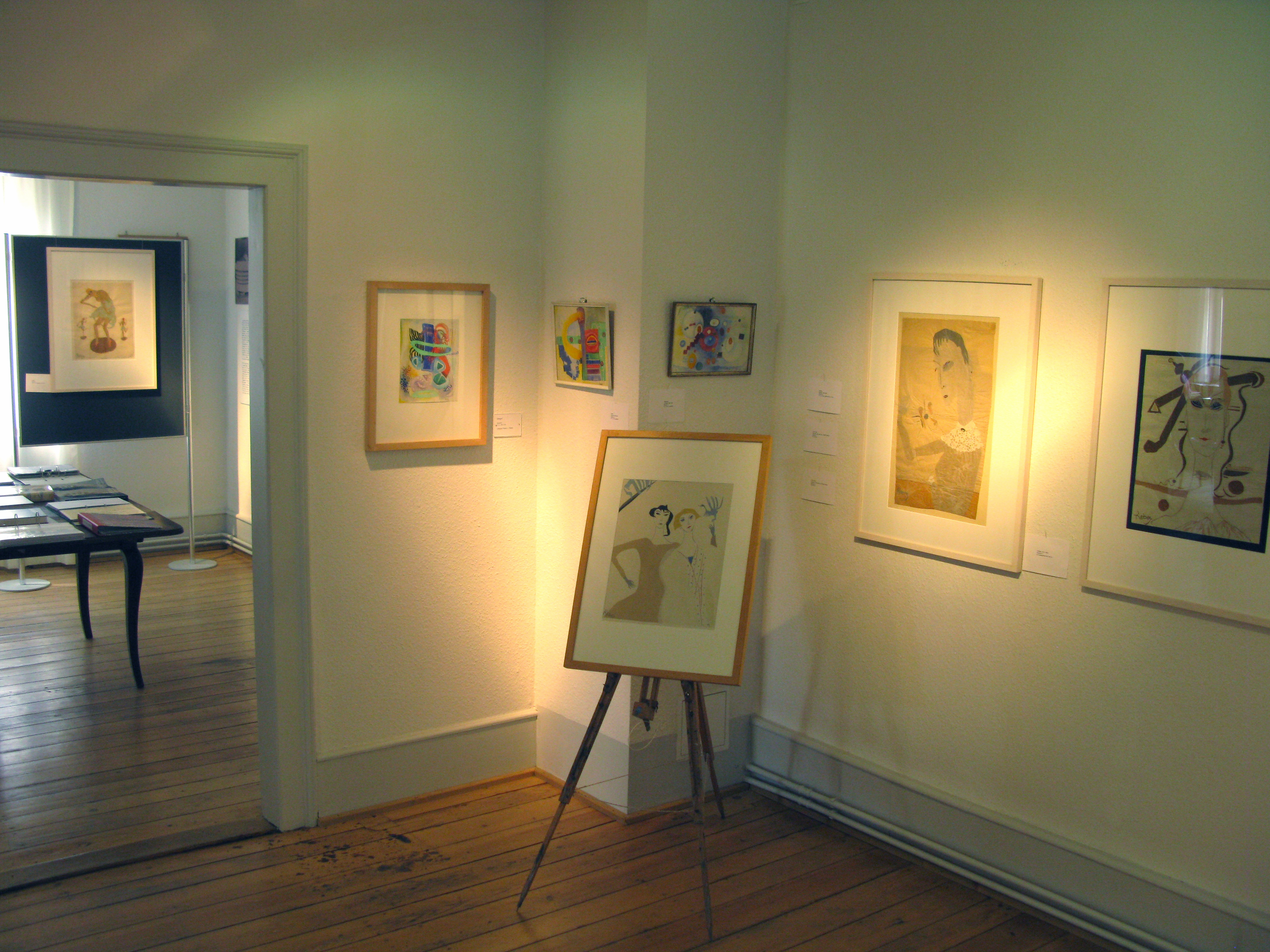
Wnętrze domu Hilli Rebay w Teningen

Prawdziwym przełomem w jej artystycznym życiu było poznanie w 1915 w Zurychu Hansa Arpa, który pokazał jej prace artystów uprawiających sztukę
nieprzedstawiającą (no-objective art), takich jak Wassily Kandinsky, Paul Klee, Franz Marc i Rudolf Bauer. W tym też czasie została zaproszona przez Herwartha Waldena do berlińskiej Galerii Der Sturm, gdzie osobiście poznała Rudolfa Bauera,  Wassila Kandinskiego oraz innych artystów z ugrupowań artystycznych Der Sturm, Der Blaue Reiter i Die Brücke. Odkrycie sztuki nieprzedstawiającej całkowicie zmieniło jej perspektywę twórczą. Jej dotychczas realistyczne prace stały się abstrakcyjne, biomorficzno-linearne, a z czasem zupełnie nieprzedstawiające, łamiące więzi ze światem zewnętrznym, by wykazać wewnętrzną duchową ekspresję.
Uprawiała malarstwo sztalugowe, głównie olejne, ale malowała też gwasze i akwarele. Interesowała się również kolażem, który z czasem stał się jej ulubioną techniką twórczą.